# Os Anarquistas
Os Anarquistas (em francês:  Les Anarchistes) é um filme francês do género drama, realizado e escrito por Élie Wajeman e Gaëlle Macé. Foi selecionado para abrir a secção Semana da Crítica do Festival de Cannes a 15 de maio de 2015. Estreou-se em França a 11 de novembro de 2015, no Brasil a 19 de maio de 2016 e em Portugal a 23 de junho do mesmo ano.

## Enredo
No ano de 1899 em Paris, o general de brigada Jean Albertini é recrutado para infiltrar-se num grupo de anarquistas.

## Elenco
- Tahar Rahim como Jean Albertini, general de brigada
- Adèle Exarchopoulos como Judith Lorillard
- Swann Arlaud como Elisée
- Guillaume Gouix como Eugène Lévêque
- Cédric Kahn como Gaspar
- Sarah Le Picard como Marie-Louise Chevandier
- Karim Leklou como Biscuit (Marcel Deloche)
- Emilie de Preissac como Clothilde Lapiower
- Thilbault Lacroix como Albert Vuillard
- Arieh Worthalter como Adrian
- Simon Bellouard como Hans
- Aurélia Poirier como Martha

## Reconhecimentos
| Ano  | Prémios        | Categorias                   | Destinatários e nomeados | Resultado | Referências |
| ---- | -------------- | ---------------------------- | ------------------------ | --------- | ----------- |
| 2016 | César          | Melhor ator revelação        | Swann Arlaud             | Indicado  | [ 6 ]       |
| 2016 | Prémio Lumière | Melhor direção de fotografia | David Chizallet          | Venceu    | [ 7 ]       |